# Seznam válečných lodí ztracených během první světové války

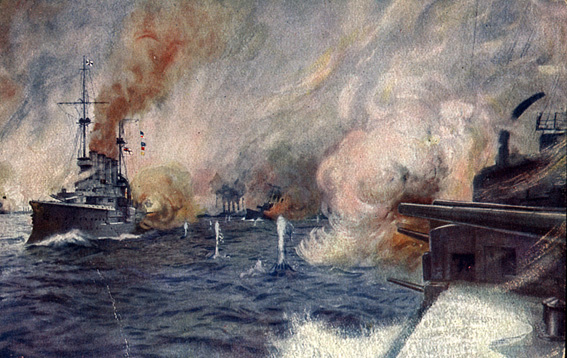
Umělecká představa bitvy u Coronelu

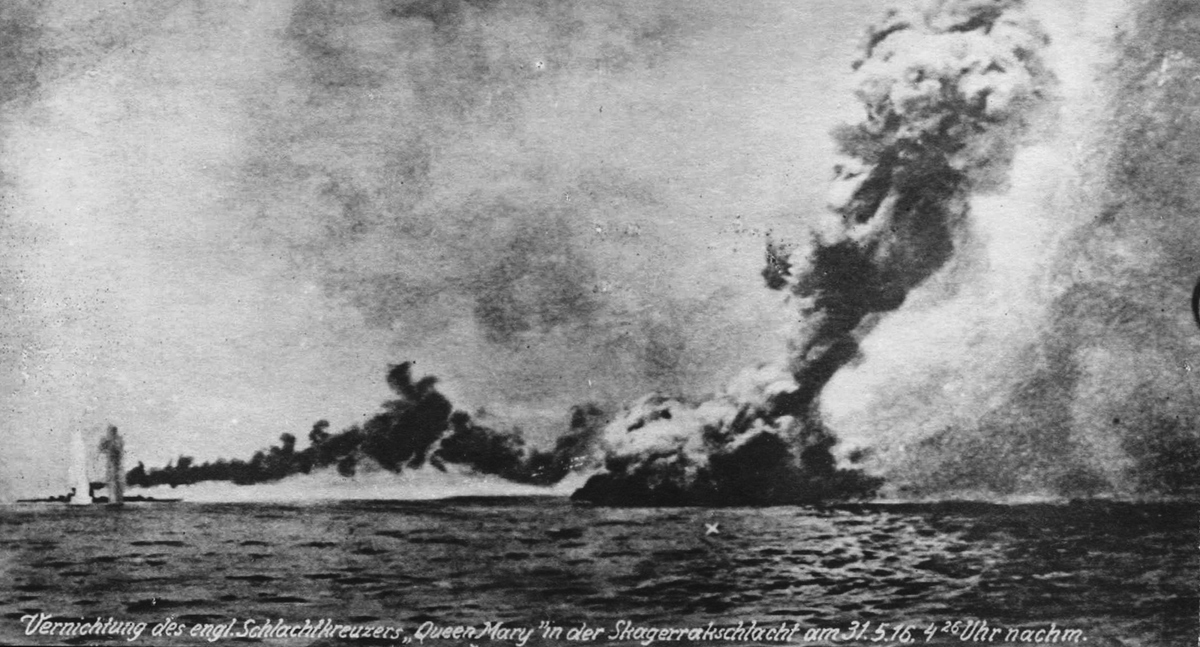
Potopení bitevního křižníku HMS Queen Mary v bitvě u Jutska

Následující seznam válečných lodí ztracených během první světové války zahrnuje bitevní lodě, bitevní křižníky, predreadnoughty, pobřežní obrněné lodě a křižníky (pancéřové a obrněné, chráněné a lehké), které byly z jakékoliv příčiny ztraceny v první světové válce. Nezahrnuje torpédoborce, torpédovky, ponorky a další plavidla nižších kategorií.
V době první světové války bylo, ať už v důsledku válečné činnosti či různých havárií, potopeno přibližně 10 000 válečných a civilních lodí. Z toho bylo potopeno sedm dreadnoughtů, čtyři bitevní křižníky, 22 predreadnoughtů, jedna pobřežní bitevní loď, 27 pancéřových křižníků, 36 chráněných a lehkých křižníků, 168 torpédoborců, 73 torpédovek a 291 ponorek. Největší ztráty pak měly Německé císařství a Spojené království, nejmenší naopak Rakousko-Uhersko, které jako jediné potopilo více lodí, než samo ztratilo (Japonsko a USA se námořních operací účastnily jen v malé míře).
Přesný počet padlých námořníků není dodnes znám. Celkový počet padlých na válečných lodích za první světové války se pravděpodobně blížil 100 000 a dalších 50 000 jich padlo na plavidlech obchodního loďstva.

## Rok 1914
- Legenda k tabulce: † zabito, ± zraněno, × zachráněno či zajato

| Jméno lodi         | Vlastník                      | Fotografie                                       | Typ               | Třída                  | Datum potopení | Příčina | Ztráty      |
| ------------------ | ----------------------------- | ------------------------------------------------ | ----------------- | ---------------------- | -------------- | --- | ----------- |
| Amphion            | Britské královské námořnictvo | HMS Amphion                                      | lehký křižník     | Active                 | 6. srpna       | Potopil se na minách, nakladených v ústí Temže o den dříve německou pomocnou minonoskou SMS Königin Luise. Tu pak Britové dostihli a potopili. Při potopení křižníku zemřelo kromě níže uvedených Britů také 18 námořníků z Königin Luise. | †151        |
| Zenta              | K.u.k. Kriegsmarine           | SMS Zenta                                        | chráněný křižník  | Zenta                  | 16. srpna      | Poblíž přístavu Bar potopen v 9:30 silnou anglo-francouzskou námořní eskadrou čítající 17 lodí. Zahrnovala například dreadnoughty Courbet, Jean Bart, dvě eskadry predreadnoughtů a eskadru britských pancéřových křižníků. | †173 ×139   |
| Magdeburg          | Kaiserliche Marine            | SMS Magdeburg                                    | lehký křižník     | Magdeburg              | 26. srpna      | Při operaci ve Finském zálivu uvízl na mělčině a nepodařilo se ho vyprostit. Část posádky převzal torpédoborec V 26. Loď posléze ostřelovaly ruské křižníky Bogatyr a Pallada, pokus o vyhození do povětří skončil zničením přídě. Dohoda po kapitulaci lodi ukořistila kódové knihy a šifrovací klíče, což britské námořní zpravodajské službě umožnilo prolomení německých šifer. | †15 ±17 ×55 |
| Mainz              | Kaiserliche Marine            | SMS Mainz                                        | lehký křižník     | Kolberg                | 28. srpna      | Potopen v první bitvě u Helgolandské zátoky. Byl rozstřílen britskými křižníky Southampton, Birmingham, Falmouth, Liverpool a zasažen jedním torpédem z britských torpédoborců. Potopil se v 13:10. | †89 ×348    |
| Cöln               | Kaiserliche Marine            | SMS Cöln                                         | lehký křižník     | Kolberg                | 28. srpna      | Potopen britskými bitevními křižníky v první bitvě u Helgolandské zátoky. Až na jediného muže padla celá posádka, včetně kontradmirála Leberechta Maasse. | †506 ×1     |
| Ariadne            | Kaiserliche Marine            | SMS Ariadne                                      | lehký křižník     | Gazelle                | 28. srpna      | Potopen britskými bitevními křižníky v první bitvě u Helgolandské zátoky. Potopil se v 15:26. | †64 ±62     |
| Pathfinder         | Britské královské námořnictvo | Sesterský HMS Patrol                             | lehký křižník     | Pathfinder             | 5. září        | Potopen německou ponorkou U 21 v zálivu Firth of Forth. | †259        |
| Hela               | Kaiserliche Marine            | SMS Hela                                         | chráněný křižník  | —                      | 13. září       | Potopen u Helgolandu britskou ponorkou HMS E9. Velitel ponorky kapitán-poručík Max Horton vyvěsil při návratu na znamení úspěšné plavby pirátskou vlajku. Založil tím dodnes dodržovanou tradici. | †2          |
| Pegasus            | Britské královské námořnictvo | HMS Pegasus                                      | chráněný křižník  | Pelorus                | 20. září       | Potopen u Zanzibaru německým lehkým křižníkem SMS Königsberg. | †33 ±59     |
| Aboukir            | Britské královské námořnictvo | HMS Aboukir                                      | pancéřový křižník | Cressy                 | 22. září       | Potopen jedním torpédem německé ponorky SM U 9 (kapitán-poručík Otto Weddigen). | †527        |
| Hogue              | Britské královské námořnictvo | HMS Hogue                                        | pancéřový křižník | Cressy                 | 22. září       | Potopen dvěma torpédy německé ponorky SM U 9. | †47         |
| Cressy             | Britské královské námořnictvo | HMS Cressy                                       | pancéřový křižník | Cressy                 | 22. září       | Potopen dvěma torpédy německé ponorky SM U 9. | †560        |
| Good Hope          | Britské královské námořnictvo | HMS Good Hope                                    | pancéřový křižník | Drake                  | 2. října       | Potopen palbou německých křižníků SMS Scharnhorst a SMS Gneisenau v bitvě u Coronelu. Potopil se s celou posádkou včetně kontradmirála Craddocka. | †900        |
| Monmouth           | Britské královské námořnictvo | HMS Monmouth                                     | pancéřový křižník | Monmouth               | 2. října       | Potopen palbou německých křižníků SMS Gneisenau a SMS Nürnberg v bitvě u Coronelu. Potopil se s celou posádkou. | †700        |
| Pallada            | Ruské carské námořnictvo      | Pallada                                          | pancéřový křižník | Bajan                  | 11. října      | Potopen ve Finském zálivu torpédem německé ponorky U 26, které pravděpodobně zasáhlo muniční sklady. Loď se během několika sekund potopila i s celou posádkou. | †600        |
| Hawke              | Britské královské námořnictvo | HMS Hawke                                        | chráněný křižník  | Edgar                  | 15. října      | Potopen v Severním moři torpédem německé ponorky SM U 9. Torpédo ho zasáhlo v 11:53 a potopil se za 8 minut. Německý velitel kapitán-poručík Otto Weddigen obdržel za potopení lodi nejvyšší německé vyznamenání Pour le Mérite. Byl to již čtvrtý pancéřový křižník, který dokázal potopit v krátké době.                                                                          | †527        |
| Takačiho           | Japonské císařské námořnictvo | Takačiho                                         | chráněný křižník  | Naniwa                 | 17. října      | Potopen německým torpédoborcem S90, který se pokusil o únik z obleženého Čching-taa. Celkem ho zasáhly tři torpéda a potopil se s celou posádkou. | †271        |
| Audacious          | Britské královské námořnictvo | HMS Audacious                                    | dreadnought       | King George V          | 27. října      | Potopil se na jedné z 200 min položených 16. října německým pomocným křižníkem SMS Berlin. Byl to první ztracený britský dreadnought. | †1          |
| Žemčug             | Ruské carské námořnictvo      | Žemčug                                           | chráněný křižník  | Žemčug                 | 28. října      | Potopen německým lehkým křižníkem SMS Emden přímo v přístavu Penang. Emden ho při překvapivém nájezdu zasáhl dvěma torpédy a dělostřelbou. Při úniku z přístavu Emden rozstřílel ještě francouzský torpédoborec Mousquet. | †81 ±129    |
| Hermes             | Britské královské námořnictvo | HMS Hermes                                       | chráněný křižník  | Highflyer              | 31. října      | Potopen v Lamanšském průlivu torpédem německé ponorky U 27 (Wegener). Potopil se s celou posádkou. | †44         |
| Kaiserin Elisabeth | K.u.k. Kriegsmarine           | SMS Kaiserin Elisabeth na fotografii z roku 1906 | chráněný křižník  | Kaiser Franz Joseph I. | 2. listopadu   | Potopen vlastní posádkou na konci obléhání přístavu Čching-tao. | —           |
| Karlsruhe          | Kaiserliche Marine            | SMS Karlsruhe                                    | chráněný křižník  | Karlsruhe              | 4. listopadu   | Křižník se potopil uprostřed úspěšné korzárské plavby v oblasti Malých Antil. Stalo se tak po nečekaném výbuchu v 18:30, který zcela zničil příď lodi. | †263        |
| Yorck              | Kaiserliche Marine            | SMS Yorck                                        | pancéřový křižník | Roon                   | 4. listopadu   | Loď najela do vlastního minového pole a dvě miny přivedla k výbuchu. | †336        |
| Emden              | Kaiserliche Marine            | SMS Emden                                        | lehký křižník     | Dresden                | 9. listopadu   | Potopen australským lehkým křižníkem HAMS Sydney v bitvě u Kokosových ostrovů. Celkem 182 námořníků bylo zajato, části posádky se ale podařilo na malé lodi doplout na Sumatru a 48 jich po šesti měsících dorazilo do Istanbulu. | †134 ±65    |
| Friedrich Carl     | Kaiserliche Marine            | Sesterský SMS Prinz Adalbert                     | pancéřový křižník | Prinz Adalbert         | 17. listopadu  | V 1:45 ráno narazil západně od Klaipėdy na dvě miny a v 7:15 se potopil. | †7          |
| Bulwark            | Britské královské námořnictvo | HMS Bulwark                                      | predreadnought    | Formidable             | 26. listopadu  | Loď se potopila po vnitřní explozi poté, co na ní byla doplňována munice. Pravděpodobně s ní bylo chybně manipulováno. Kromě 12 mužů zahynula celá posádka. | ×12         |
| Scharnhorst        | Kaiserliche Marine            | SMS Scharnhorst                                  | pancéřový křižník | Scharnhorst            | 8. prosince    | Potopen palbou britských bitevních křižníků Invincible a Inflexible v bitvě u Falklandských ostrovů. Zahynula celá posádka i velitel eskadry admirál Maximilian von Spee. | †850        |
| Gneisenau          | Kaiserliche Marine            | SMS Gneisenau                                    | pancéřový křižník | Scharnhorst            | 8. prosince    | Těžce poškozen palbou britských bitevních křižníků Invincible a Inflexible a v bezvýchodné situaci potopen vlastní osádkou v bitvě u Falklandských ostrovů. Padla většina posádky i velitel lodi kapitán Maerker. | †598 ×187   |
| Leipzig            | Kaiserliche Marine            | SMS Leipzig                                      | lehký křižník     | Bremen                 | 8. prosince    | Potopen palbou britských křižníků HMS Cornwall a HMS Glasgow v bitvě u Falklandských ostrovů. Padla většina posádky i velitel lodi. | †270 ×18    |
| Nürnberg           | Kaiserliche Marine            | SMS Nürnberg                                     | lehký křižník     | Königsberg             | 8. prosince    | Potopen palbou britského pancéřového křižníku HMS Kent v bitvě u Falklandských ostrovů. | †327 ×7–10  |
| Mesudiye           | Osmanské námořnictvo          | Mesudiye                                         | predreadnought    | —                      | 13. prosince   | Potopen v Marmarském moři jedním torpédem britské ponorky B 11. | †37         |

## Rok 1915
- Legenda k tabulce: † zabito, ± zraněno, × zachráněno či zajato

| Jméno lodi         | Vlastník                      | Fotografie         | Typ               | Třída              | Datum potopení | Příčina | Ztráty        |
| ------------------ | ----------------------------- | ------------------ | ----------------- | ------------------ | -------------- | --- | ------------- |
| Formidable         | Britské královské námořnictvo | HMS Formidable     | predreadnought    | Formidable         | 1. ledna       | Potopen německou ponorkou U 24 při cvičné plavbě poblíž ostrova Portland v hrabství Dorset. Zasažen byl ve 2:30 a potopil se po dvou a půl hodině. | †547          |
| Blücher            | Kaiserliche Marine            | SMS Blücher        | pancéřový křižník | —                  | 24. ledna      | Potopen bitevními křižníky Britské královské námořnictvo a torpédy lehkého křižníku HMS Arethusa v bitvě u Dogger Banku. Potopil se asi ve 12:30. | †792 ±45 ×234 |
| Dresden            | Kaiserliche Marine            | SMS Dresden        | lehký křižník     | Dresden            | 14. března     | Skrýval se u ostrova Robinsona Crusoe, kde ho zastihly britské křižníky Glasgow a Kent. Po krátké přestřelce kapituloval. Během vyjednávání, které vedl pozdější admirál Wilhelm Canaris, loď potopila vlastní posádka. | †8 ±29        |
| Irresistible       | Britské královské námořnictvo | HMS Irresistible   | predreadnought    | Formidable         | 18. března     | Během bitvy o Gallipoli byl poškozen palbou turecké pevnosti a po najetí na dvě miny se potopil. | —             |
| Ocean              | Britské královské námořnictvo | HMS Ocean          | predreadnought    | Canopus            | 18. března     | Během bitvy o Gallipoli se potopil na mině. | —             |
| Bouvet             | Francouzské námořnictvo       | Bouvet             | predreadnought    | —                  | 18. března     | Během bitvy o Gallipoli najel na minu a během několika minut se potopil. Z 685 mužů se zachránilo pouze 45. | †640          |
| Mecidiye           | Osmanské námořnictvo          | Mecidiye           | chráněný křižník  | –                  | 3. dubna       | Poblíž Oděsy se potopil po najetí na minu. Rusy byl vyzvednut a přejmenován na Prut. | †26           |
| Léon Gambetta      | Francouzské námořnictvo       | Léon Gambetta      | pancéřový křižník | Léon Gambetta      | 27. dubna      | Potopen v Otrantské úžině poblíž mysu Santa Maria di Leuca rakousko-uherskou ponorkou U 5, které velel Georg Ludwig von Trapp. Loď zasáhla dvě torpéda a potopila se během 20 minut. Při potopení lodi zahynul i francouzský kontradmirál Victor Baptistin Sénès. | †684          |
| Goliath            | Britské královské námořnictvo | HMS Goliath        | predreadnought    | Canopus            | 13. května     | Při poskytování palebné podpory pozemním jednotkám v Dardanelské operaci napaden a potopen tureckým torpédoborcem Muavenetimilliye. Zasáhla ho dvě torpéda. | †570          |
| Triumph            | Britské královské námořnictvo | HMS Triumph        | predreadnought    | Swiftsure          | 25. května     | Potopen v ústí Dardanel torpédem německé ponorky U 21 při Dardanelské operaci. Po 12 minutách se loď položila na bok a za dalších 21 minut potopila. | †73           |
| Majestic           | Britské královské námořnictvo | HMS Majestic       | predreadnought    | Majestic           | 27. května     | Potopen torpédem německé ponorky U 21 při Dardanelské operaci. | —             |
| Albatross          | Kaiserliche Marine            | SMS Albatross      | minonosný křižník | Nautilus           | 2. července    | Potopen v bitvě u Östergarnu. Po střetnutí s ruskými křižníky u ostrova Gotland, najela posádka lodi na břeh, aby tak zabránila jejímu potopení. Po válce byl vrak sešrotován. | —             |
| Amalfi             | Italské královské námořnictvo | Amalfi             | pancéřový křižník | Pisa               | 7. července    | Potopen poblíž Benátek německou ponorkou UB 14. | —             |
| Königsberg         | Kaiserliche Marine            | SMS Königsberg     | lehký křižník     | Königsberg         | 11. července   | Potopen v bitvě v deltě Rufidži. V deltě řeky Rufidži v Tanzanii se posádka lodi pokoušela opravit poškozené stroje a byla zde zablokována britskými plavidly. Pokus o dopravení náhradních dílů z Německa ztroskotal a křižník byl nakonec po devítiměsíčním britském úsilí těžce poškozen britskými monitory Severn, Mersey a několika křižníky. Následně byl potopen vlastní posádkou. | †19 ±45       |
| Giuseppe Garibaldi | Italské královské námořnictvo | Giuseppe Garibaldi | pancéřový křižník | Giuseppe Garibaldi | 18. července   | Křižník byl na cestě z akce, ve které měl ostřelovat železniční most, potopen dvěma torpédy rakousko-uherské ponorky U 4 (Singule). Potopil se během tří minut. | †53           |
| Barbaros Hayreddin | Osmanské námořnictvo          | Barbaros Hayreddin | predreadnought    | Brandenburg        | 8. srpna       | Během Dardanelské operace potopen v Marmarském moři jedním torpédem britské ponorky E 11. | †253          |
| Benedetto Brin     | Italské královské námořnictvo | Benedetto Brin     | predreadnought    | Regina Margherita  | 27. září       | Potopen v Brindisi rakousko-uherskou sabotážní skupinou, která umístila časovanou nálož do skladiště munice. Pobouření italské veřejnosti stálo místo italského ministra námořnictva L. Viale. | †422          |
| Argyll             | Britské královské námořnictvo | Argyll             | pancéřový křižník | Devonshire         | 28. října      | Argyll ztroskotal 28. října 1915 na útesu Bell Rock poblíž skotského přístavu Dundee. | —             |
| Prinz Adalbert     | Kaiserliche Marine            | SMS Prinz Adalbert | pancéřový křižník | Prinz Adalbert     | 23. října      | Potopen poblíž lotyšského přístavu Liepāja torpédem britské ponorky E8. Torpédo pravděpodobně zasáhlo sklady munice, protože se křižník potopil v obrovském výbuchu. | †672          |
| Undine             | Kaiserliche Marine            | SMS Undine         | lehký křižník     | Gazelle            | 7. listopadu   | Potopen na Baltu dvěma torpédy britské ponorky E19. | †14           |
| Bremen             | Kaiserliche Marine            | SMS Bremen         | lehký křižník     | Bremen             | 17. prosince   | Potopil se na ruské mině poblíž města Ventspils v dnešním Lotyšsku. | —             |
| Natal              | Britské královské námořnictvo | HMS Natal          | pancéřový křižník | Duke of Edinburgh  | 30. prosince   | Potopil se ve skotském Cromarty po explozi korditu v muničních skladech. | —             |

## Rok 1916
- Legenda k tabulce: † zabito, ± zraněno, × zachráněno či zajato

| Jméno lodi         | Vlastník                      | Fotografie               | Typ               | Třída              | Datum potopení | Příčina | Ztráty   |
| ------------------ | ----------------------------- | ------------------------ | ----------------- | ------------------ | -------------- | --- | -------- |
| King Edward VII    | Britské královské námořnictvo | HMS King Edward VII      | predreadnought    | King Edward VII    | 6. ledna       | Loď se potopila poblíž Cape Wrath na mině položené německým pomocným křižníkem SMS Möve. | —        |
| Admiral Charner    | Francouzské námořnictvo       | Admiral Charner          | pancéřový křižník | Admiral Charner    | 8. února       | Potopen u Bejrútu německou ponorkou U 21. Kromě jednoho muže zahynula celá posádka. | ×1       |
| Arethusa           | Britské královské námořnictvo | HMS Arethusa             | lehký křižník     | Arethusa           | 11. února      | Zničen poblíž přístavu Felixstowe minou položenou německou ponorkou UC 7. | —        |
| Russell            | Britské královské námořnictvo | HMS Russell              | predreadnought    | Duncan             | 27. dubna      | Potopil se u Malty na mině německé ponorky U 73. | —        |
| Indefatigable      | Britské královské námořnictvo | HMS Indefatigable        | bitevní křižník   | Indefatigable      | 31. května     | Potopen v bitvě u Jutska palbou bitevního křižníku SMS Von der Tann. Potopení lodi přežili jen čtyři muži. | †1017 ×4 |
| Queen Mary         | Britské královské námořnictvo | HMS Queen Mary           | bitevní křižník   | Lion               | 31. května     | Potopen v bitvě u Jutska palbou německých bitevních křižníků SMS Derfflinger a SMS Lützow, které zasáhly jeho muniční sklady. Potopení lodi přežilo 21 mužů.                                                                                               | †1266    |
| Invincible         | Britské královské námořnictvo | HMS Invincible           | bitevní křižník   | Invincible         | 31. května     | Potopen v bitvě u Jutska palbou německých bitevních křižníků SMS Derfflinger a SMS Lützow. Potopení lodi přežilo šest mužů. | †1019    |
| Defence            | Britské královské námořnictvo | HMS Defence              | pancéřový křižník | Minotaur           | 31. května     | Potopen v bitvě u Jutska palbou německých bitevních křižníků SMS Derfflinger a Lützow. | —        |
| Warrior            | Britské královské námořnictvo | HMS Warrior              | pancéřový křižník | Duke of Edinburgh  | 1. května      | Potopen v bitvě u Jutska. Byl těžce poškozen palbou německých bitevních lodí a bitevních křižníků a nad ránem opuštěn. | —        |
| Frauenlob          | Kaiserliche Marine            | SMS Frauenlob            | lehký křižník     | Gazelle            | 31. května     | Potopen palbou britských křižníků v nočním boji v bitvě u Jutska. | —        |
| Black Prince       | Britské královské námořnictvo | HMS Black Prince         | pancéřový křižník | Duke of Edinburgh  | 1. června      | Potopen v bitvě u Jutska palbou německých bitevních lodí. Na těžce poškozenou loď zahájili německé bitevní lodi palbu v 1:07 ráno a v několika minutách ji potopili i s celou posádkou.                                                                    | —        |
| Lützow             | Kaiserliche Marine            | SMS Lützow               | bitevní křižník   | Derfflinger        | 1. června      | V bitvě u Jutska byl těžce poškozen a poté potopen německým torpédoborcem G38 ve vzdálenosti okolo 100 mil západně od pobřeží Dánska. | —        |
| Pommern            | Kaiserliche Marine            | SMS Pommern              | predreadnought    | Deutschland        | 1. června      | Potopena noční části bitvy u Jutska torpédem britské 12. flotily torpédoborců. Zasažena byla krátce po třetí hodině raní a během několika minut se potopila.                                                                                               | —        |
| Rostock            | Kaiserliche Marine            | SMS Rostock              | lehký křižník     | Karlsruhe          | 1. června      | Těžce poškozen v bitvě u Jutska a 5:25 záměrně potopen. | —        |
| Wiesbaden          | Kaiserliche Marine            |                          | lehký křižník     | Wiesbaden          | 1. června      | Potopen britskou Royal Navy v bitvě u Jutska. Už těžce poškozený ho ke dnu poslala britská bitevní loď HMS Marlborough. | —        |
| Elbing             | Kaiserliche Marine            | Elbing                   | lehký křižník     | Pillau             | 1. června      | Potopen v bitvě u Jutska. Byl těžce poškozen noční kolizí s bitevní lodí Posen a nad ránem potopen. | —        |
| Hampshire          | Britské královské námořnictvo | Hampshire                | pancéřový křižník | Devonshire         | 5. června      | Křižník byl pověřen dopravou britského maršála Horatia Kitchenera ze Scapa Flow do Archangelsku na diplomatickou misi. Dne 5. června 1915 se však poblíž Orknejí potopil mině německé ponorky U 75. Zahynul maršál Kitchener a celá posádka vyjma 12 mužů. | ×12      |
| Leonardo da Vinci  | Italské královské námořnictvo | Leonardo da Vinci        | dreadnought       | Conte di Cavour    | 2. srpna       | Potopil se v Tarantu po výbuchu skladišť munice, způsobeném rakousko-uherskou sabotáží. | †249     |
| Kasagi             | Japonské císařské námořnictvo | Kasagi                   | chráněný křižník  | Kasagi             | 10. srpna      | Ztroskotal v bouři v Cugarském průlivu. | —        |
| Nottingham         | Britské královské námořnictvo | Sesterský HMS Birmingham | lehký křižník     | Town               | 19. srpna      | Potopen v Severním moři dvěma torpédy německé ponorky U 52. | —        |
| Falmouth           | Britské královské námořnictvo | HMS Falmouth             | lehký křižník     | Town               | 21. srpna      | Potopen německými ponorkami U 66 a U 52. | —        |
| Imperatrica Marija | Ruské carské námořnictvo      | Imperatrica Marija       | dreadnought       | Imperatrica Marija | 20. října      | V Sevastopolu loď potopil vnitřní výbuch, jehož příčina nebyla nikdy objasněna. Později byla vyzvednuta, ale jejímu opravení zabránil chaos ruské občanské války.                                                                                          | —        |
| Suffren            | Francouzské námořnictvo       | Suffren                  | predreadnought    | —                  | 26. listopadu  | Poblíž Lisabonu potopen německou ponorkou U 52. Nikdo nepřežil. | ---      |
| Regina Margherita  | Italské královské námořnictvo | Regina Margherita        | predreadnought    | Regina Margherita  | 11. prosince   | Potopen na minách německé ponorky UC 14. | —        |
| Gaulois            | Francouzské námořnictvo       | Gaulois                  | predreadnought    | —                  | 27. prosince   | Potopena v Egejském moři německou ponorkou UB 47. | —        |

## Rok 1917
- Legenda k tabulce: † zabito, ± zraněno, × zachráněno či zajato

| Jméno lodi     | Vlastník                      | Fotografie                          | Typ               | Třída       | Datum potopení | Příčina | Ztráty  |
| -------------- | ----------------------------- | ----------------------------------- | ----------------- | ----------- | -------------- | --- | ------- |
| Peresvět       | Ruské carské námořnictvo      | Peresvět                            | predreadnought    | Peresvet    | 4. ledna       | U egyptského přístavu Port Said potopen minou položenou německou ponorkou U 73. | —       |
| Cornwallis     | Britské královské námořnictvo | HMS Cornwallis                      | predreadnought    | Duncan      | 9. ledna       | Potopen poblíž Malty německou ponorkou U 32. Loď zasáhla dvě torpéda. | —       |
| Cukuba         | Japonské císařské námořnictvo | Cukuba                              | pancéřový křižník | Cukuba      | 14. ledna      | Po výbuchu skladů munice se potopil u přístavu Jokosuka. | —       |
| Danton         | Francouzské námořnictvo       | Danton                              | predreadnought    | Danton      | 19. března     | Potopen poblíž Sardinie německou ponorkou U 64. | †806    |
| Geier          | Kaiserliche Marine            | SMS Geier                           | chráněný křižník  | Bussard     | 4. dubna       | V roce 1914 se nechal internovat v americkém Honolulu. Po vypuknutí války v USA v roce 1917 byl obsazen mariňáky a zařazen do služby v US Navy jako USS Schurz.                                                         | —       |
| Seeadler       | Kaiserliche Marine            | SMS Kaiserin Augusta a SMS Seeadler | chráněný křižník  | Bussard     | 19. dubna      | Loď vybuchla ve Wilhelmshavenu. | —       |
| Kléber         | Francouzské námořnictvo       | Kléber                              | pancéřový křižník | Dupleix     | 27. června     | Potopil se u Brestu na mině německé ponorky UC 61. | †42     |
| Vanguard       | Britské královské námořnictvo | HMS Vanguard                        | dreadnought       | St. Vincent | 9. července    | Loď se potopila ve Scapa Flow po explozi svých muničních skladů. Výbuch přežili jen dva muži. | †804 ×2 |
| Ariadne        | Britské královské námořnictvo | HMS Ariadne                         | chráněný křižník  | Diadem      | 26. července   | Potopen u Beachy Head německou ponorkou UC 65. | —       |
| Otowa          | Japonské císařské námořnictvo | Otowa                               | chráněný křižník  | ---         | 1. srpna       | Ztroskotal v bouři. | —       |
| Drake          | Britské královské námořnictvo | HMS Drake                           | pancéřový křižník | Drake       | 2. října       | Potopen německou ponorkou U 79. | —       |
| Slava          | Ruské carské námořnictvo      | Slava                               | predreadnought    | Borodino    | 17. října      | Těžce poškozena palbou německých bitevních lodí SMS König a SMS Kronprinz v bitvě v úžině Moon a potopena vlastní posádkou.                                                                                             | —       |
| Wien           | K.u.k. Kriegsmarine           | Wien                                | predreadnought    | Monarch     | 10. prosince   | Do přístavu Terst pronikl italský torpédový člun MAS-9, jehož kapitánem byl Luigi Rizzo a zasáhl Wien dvěma torpédy. Jedním z námořníků, kteří potopení lodi přežili, byl i pozdější československý režisér Jan Sviták. | †46 ±17 |
| Châteaurenault | Francouzské námořnictvo       | Châteaurenault                      | chráněný křižník  | —           | 14. prosince   | Potopen v Jónském moři německou ponorkou UC 38. | —       |

## Rok 1918
- Legenda k tabulce: † zabito, ± zraněno, × zachráněno či zajato

| Jméno lodi         | Vlastník                       | Fotografie         | Typ               | Třída              | Datum potopení | Příčina | Ztráty    |
| ------------------ | ------------------------------ | ------------------ | ----------------- | ------------------ | -------------- | --- | --------- |
| Breslau            | Kaiserliche Marine             | SMS Breslau        | lehký křižník     | Magdeburg          | 20. ledna      | Při výpadu do Egejského moře, který podnikl společně s bitevním křižníkem SMS Goeben, se dostal do minového pole kde postupně inicioval pět min. Potopil se v 9:07. Zahynuly dvě třetiny posádky včetně jejího velitele námořního kapitána Georga von Hippela.                                                                 | †2/3 ×162 |
| Rheinland          | Kaiserliche Marine             | SMS Rheinland      | dreadnought       | Nassau             | 11. dubna      | Participovala i na německé intervenci ve Finsku, při níž najela 11. dubna 1918 u majáku Lagskär jižně od Alandských ostrovů na skály. Vyprostit se jí povedlo až 9. listopadu, po odebrání dělových věží a zásob munice a uhlí. Byla odtažena do Kielu, avšak do služby se již nevrátila.                                      | —         |
| Szent István       | K.u.k. Kriegsmarine            | Szent István       | dreadnought       | Tegetthoff         | 11. června     | Potopen poblíž ostrova Premuda torpédy italského motorového torpédového člunu MAS-15. Akci velel korvetní kapitán Luigi Rizzo. | †89 ±29   |
| Svobodnaja Rossija | Sovětské námořnictvo           |                    | dreadnought       | Imperatrica Marija | 18. června     | Potopena u Novorossijsku čtyřmi torpédy ruského torpédoborce Kerč, aby nepadla do německých rukou. | —         |
| Schurz             | US Navy                        | USS Schurz         | chráněný křižník  | Bussard            | 21. června     | Původně německý križník SMS Geier se potopil po srážce s lodí SS Florida. | †1        |
| Kawači             | Japonské císařské námořnictvo  | Kawači             | predreadnought    | Kawači             | 12. července   | Potopila se po výbuchu muničních skladů. | —         |
| San Diego          | US Navy                        | USS San Diego      | pancéřový křižník | Pennsylvania       | 19. července   | Potopil se poblíž Long Islandu na mině položené německou ponorkou U 156 (Feldt). San Diego byl největší americkou válečnou lodí ztracenou v první světové válce. | —         |
| Dupetit-Thouars    | Francouzské námořnictvo        | Dupetit-Thouars    | pancéřový křižník | Gueydon            | 7. srpna       | Potopen dvěma torpédy německé ponorky U 62, když plul v čele eskorty dohodového konvoje. | —         |
| Etruria            | Italské královské námořnictvo  | Etruria            | chráněný křižník  | Regioni            | 13. srpna      | Potopil se v Livornu po vnitřním výbuchu. | —         |
| Britannia          | Britské královské námořnictvo  | HMS Britannia      | predreadnought    | King Edward VII    | 9. listopadu   | Poblíž mysu Trafalgar potopena dvěma torpédy německé ponorky UB 50 (nadporučík Heinrich Kukat). Byla to poslední britská válečná loď potopená v první světové válce. V době útoku byla ponorka na cestě z Puly do Kielu, kam opravdu 29. listopadu 1918 doplula.                                                               | —         |
| Viribus Unitis     | Stát Slovinců, Chorvatů a Srbů | HMS Viribus Unitis | dreadnought       | Tegetthoff         | 1. listopadu   | Dne 31. října byla loď předána Národní radě Slovinců, Chorvatů a Srbů. Téže noci do Puly proniklo italské řiditelné torpédo S 1, jehož posádka (Rosetti, Paolucci) na kýl Viribus Unitis připevnila magnetickou minu. Na palubě zahynulo několik set mužů a nový velitel jihoslovanského loďstva Janko Vulovič de Podkapelski. | —         |